# Liste der Einträge im National Register of Historic Places im Traverse County

Lage des Traverse County in Minnesota

Die Liste der Einträge im National Register of Historic Places im Traverse County in Minnesota führt alle Bauwerke und historischen Stätten im Traverse County auf, die in das National Register of Historic Places aufgenommen wurden.

## Legende
| NRHP | Historic Place    |
| HD   | Historic District |

## Aktuelle Einträge
| [ 2 ] | Name                                                       | Bild                                                       | Eintragsdatum        | Lage                                                     | Ort             | Beschreibung                                                         |
| ----- | ---------------------------------------------------------- | ---------------------------------------------------------- | -------------------- | -------------------------------------------------------- | --------------- | -------------------------------------------------------------------- |
| 1     | Browns Valley Carnegie Public Library                      | Browns Valley Carnegie Public Library                      | 1985 ID-Nr. 85001762 | Broadway Ecke 2nd Street 45° 38′ 56″ N, 96° 49′ 43″ W    | Browns Valley   | 1915–1916 errichtete Carnegie-Bibliothek                             |
| 2     | Chicago, Milwaukee and St. Paul Depot (Wheaton, Minnesota) | Chicago, Milwaukee and St. Paul Depot (Wheaton, Minnesota) | 1985 ID-Nr. 85001818 | Broadway Ecke Front Street 45° 48′ 17″ N, 96° 29′ 59″ W  | Wheaton         | 1906 errichtetes Bahnhofsgebäude                                     |
| 3     | District No. 44 School                                     | District No. 44 School                                     | 2011 ID-Nr. 11000470 | US 75 46° 0′ 2″ N, 96° 29′ 35″ W                         | Taylor Township | Im Jahr 1891 errichtetes Schulgebäude                                |
| 4     | Fort Wadsworth Agency and Scout Headquarters Building      | Fort Wadsworth Agency and Scout Headquarters Building      | 1986 ID-Nr. 86001672 | Broadway Ecke Dakota Avenue 45° 35′ 33″ N, 96° 41′ 16″ W | Browns Valley   | 1864 von Indianern unter Aufsicht des Militärs errichtete Blockhütte |
| 5     | Larson's Hunters Resort                                    | Larson's Hunters Resort                                    | 1985 ID-Nr. 85001774 | County Highway 76 45° 49′ 29″ N, 96° 34′ 17″ W           | Wheaton         | 1901 aus Backsteinen errichtetes Jagdresort                          |